# Charlie Williams (football)
Pour les articles homonymes, voir Charlie Williams et Williams.
Charles Albert Williams, né à Welling en 1873 (en ce temps dans le Kent et actuellement dans le borough londonien de Bexley) et mort en 1952, est un footballeur anglais et entraîneur. Il est connu notamment pour être le premier gardien à avoir marqué un but lors d'un match officiel. Il est également célèbre pour avoir été le premier sélectionneur de l'équipe du Danemark.